# Sharonville
Sharonville és una població dels Estats Units a l'estat d'Ohio. Segons el cens del 2000 tenia 13.804 habitants.

## Demografia
Segons el cens del 2000, Sharonville tenia 13.804 habitants, 6.211 habitatges, i 3.589 famílies. La densitat de població era de 543,3 habitants/km².
Dels 6.211 habitatges en un 24,3% hi vivien nens de menys de 18 anys, en un 45% hi vivien parelles casades, en un 9,2% dones solteres, i en un 42,2% no eren unitats familiars. En el 36,5% dels habitatges hi vivien persones soles el 12,5% de les quals corresponia a persones de 65 anys o més que vivien soles. El nombre mitjà de persones vivint en cada habitatge era de 2,17 i el nombre mitjà de persones que vivien en cada família era de 2,85.
Per edats la població es repartia de la següent manera: un 20,6% tenia menys de 18 anys, un 7,8% entre 18 i 24, un 31% entre 25 i 44, un 23,5% de 45 a 60 i un 17,1% 65 anys o més.
L'edat mediana era de 39 anys. Per cada 100 dones de 18 o més anys hi havia 88,7 homes.
La renda mediana per habitatge era de 47.055 $ i la renda mediana per família de 59.136 $. Els homes tenien una renda mediana de 41.679 $ mentre que les dones 29.391 $. La renda per capita de la població era de 27.483 $. Aproximadament el 2,5% de les famílies i el 4% de la població estaven per davall del llindar de pobresa.

## Poblacions més properes
El següent diagrama mostra les poblacions més properes.